# Keleti városrész (Kaposvár)
A Keleti városrész Kaposvár egyik városrésze. A Belvárostól és Kisgáttól keletre helyezkedik el. Családi házas övezet, nagy részén kereskedelmi egységekkel, gyárakkal és telephelyekkel.

## Intézmények
- Tar Csatár Óvoda
- Pécsi Úti Általános Iskola
- Orvosi rendelők
- Vállalkozók Háza Inkubátorház
- Posta

## Látnivalók
- Hősök temploma
- Rákóczi Stadion
- Keleti temető

## Sport
A városrészben található Kaposvár elsőosztályú futballcsapatának otthona, a Rákóczi Stadion.

## Ipari terület
A város keleti részén vannak Kaposvár legnagyobb gyárai. Itt található többek között a Kométa, a Kaposvári cukorgyár, a Videoton Ipari Park és a Keleti Ipari Park is.

## Közlekedés
A környék fontos útvonala a Dombóvári út (610-es út), a Pécsi utca, a Mező utca és a Dr. Guba Sándor utca. A Keleti városrész határán található Kaposvár egyik legnagyobb csomópontja, a Mező utcai csomópont, a kaposszentjakabi vasútállomás és a MÁV Teherpályaudvar is.

### Tömegközlekedés
A Keleti városrészt az alábbi helyi járatú buszok érintik:
| Járatszám | Útvonal                                                                                   |
| --------- | ----------------------------------------------------------------------------------------- |
| 7         | Helyi autóbusz-állomás - Hősök temploma - Kométa - Kaposszentjakab                        |
| 8         | Helyi autóbusz-állomás - Hősök temploma - Mező u. csp. - Toponár, forduló                 |
| 8B        | Helyi autóbusz-állomás - Videoton - NABI                                                  |
| 8E        | Helyi autóbusz-állomás - Hősök temploma - Villamossági Gyár - Kaposvári Egyetem           |
| 8Y        | Helyi autóbusz-állomás - Hősök temploma - Videoton                                        |
| 18        | Helyi autóbusz-állomás - Hősök temploma - Mező u. csp. - Toponár, Szabó P. u.             |
| 20        | Tóth Á u. - Füredi u. csp. - Mező u. csp. - Videoton                                      |
| 20A       | Raktár u. - Füredi u. csp. - Mező u. csp. - Videoton                                      |
| 23        | Laktanya - Füredi u. csp. - Kisgát - Villamossági Gyár - Kaposvári Egyetem                |
| 26        | Laktanya - Losonc köz - ÁNTSZ - Mező u. csp. - Videoton - NABI                            |
| 27        | Laktanya - Füredi u. csp. - Kisgát - Hősök temploma - Kométa                              |
| 81        | Helyi autóbusz-állomás - Mező u. csp. - Kisgát - Szent Imre utca - Helyi autóbusz-állomás |